# Pain polaire

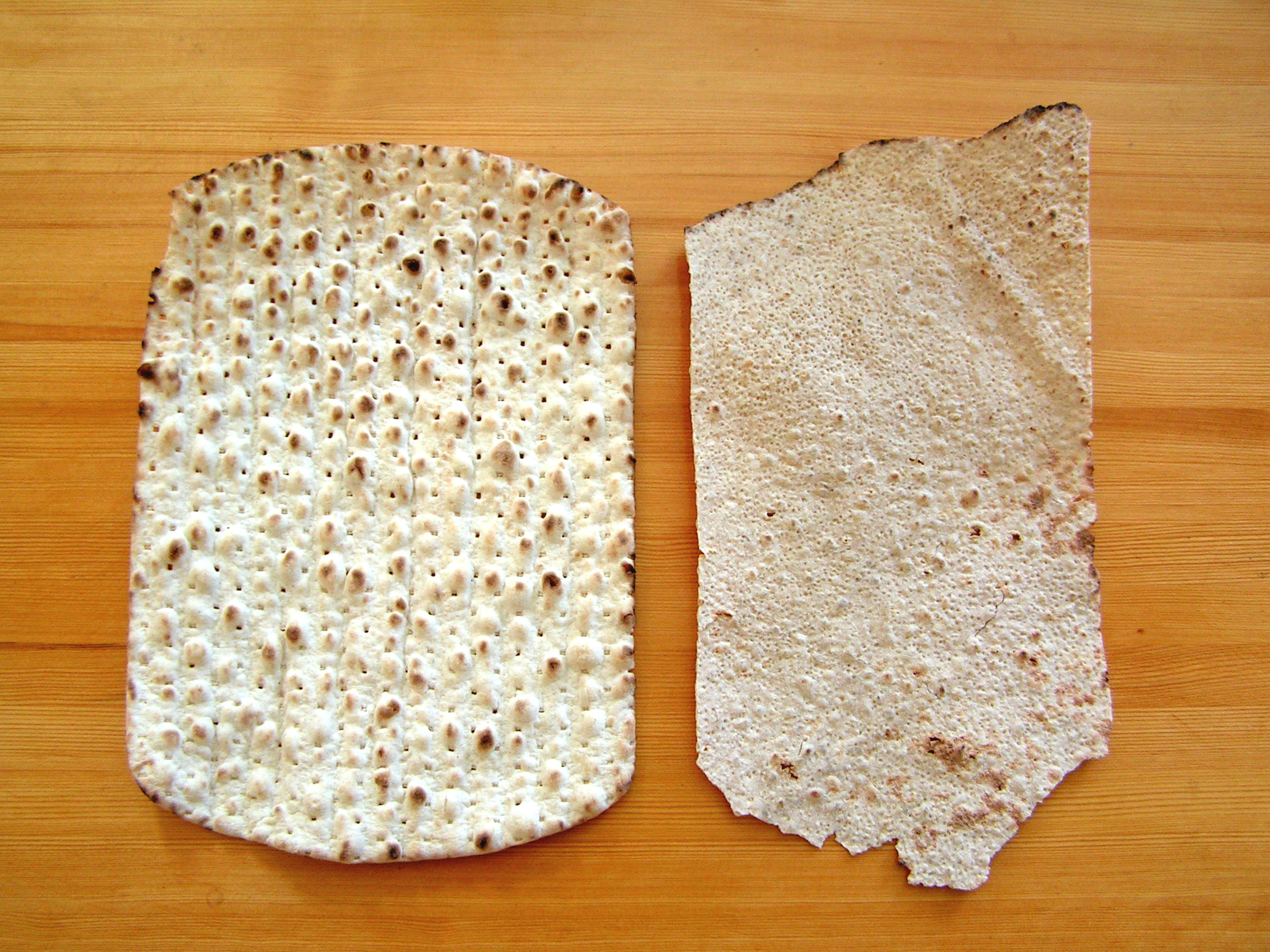
Exemple de deux types de pains polaires.

Le pain polaire (en suédois : tunnbröd) a été inventé au XXe siècle, dans le nord de la Laponie suédoise, par un artisan boulanger. Composé de farines d'orge, seigle et blé, il est utilisé comme base de sandwichs, dégustés chaque jour par des milliers de Scandinaves, notamment le matin.
C'est un pain plat, à pâte souple et sans croute, cuit à la poêle.

## Le sandwich «pain suédois»
En France, on trouve communément ce type de pain comme sandwich dans les cafés, boulangeries et les points de vente en libre-service, de la supérette à l'hypermarché. Le pain est garni de saumon fumé, de boulettes de bœuf, de crudités, etc.

## Autres pains suédois
En France, on trouve aussi d'autres pains suédois. Le plus connu est probablement le knäckebröd (pain croquant), introduit en France par l'entreprise Wasa. On a ainsi skorpor (pain croquant sucré), kavring (pain de seigle noir à mie serrée), bergis ou barkis (pain hallah). Dans le concept kaffebröd (pain pour le café), on trouve une diversité de pâtisseries sucrées comme kanelbullar (brioche sucrée à la cannelle) et wienerbröd (pâtisserie à la crème anglaise).